# Rutschkana

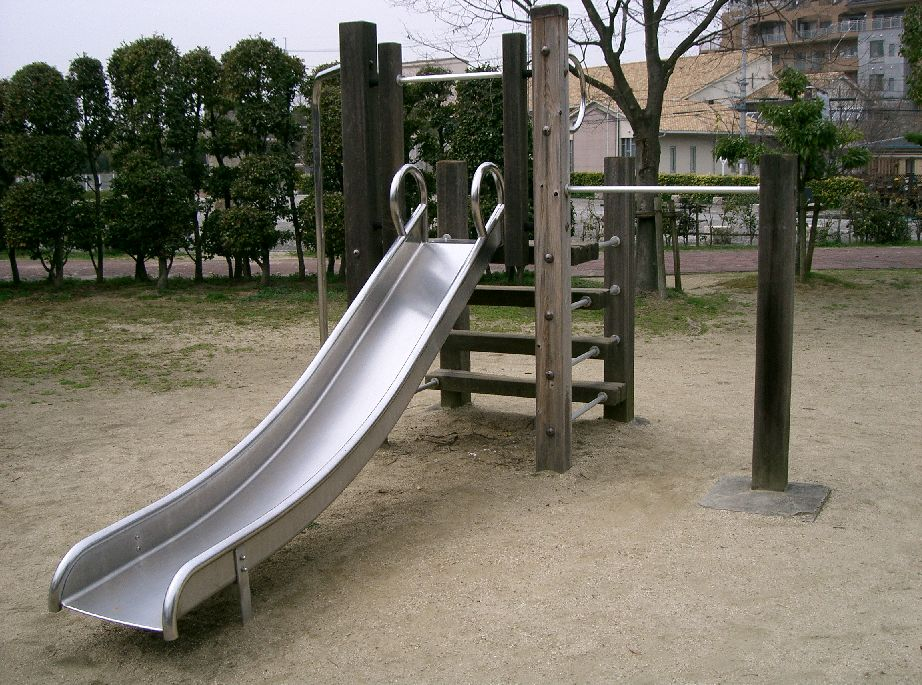
En rutschkana i Japan.

Rutschkana eller rutschbana (bland yngre även rutschelkana och rutschelbana, i Skåne även kasebana) är en konstruktion med en sluttande yta, oftast tillverkad i metall eller plast, gjord för att glida nedför på. Rutschkanor finns ofta på lekplatser som en del av klätterställningar.
Särskilda varianter av rutschkanor är evakueringskanan som finns på flygplan, och vattenrutschkanan där den åkande avslutar turen i ett bad och farten i kanan kan göras högre genom vattensmörjning.
Ordet "rutschkana" finns belagt i svenskan sedan 1956. Formen "rutschbana" är betydligt äldre, belagt åtminstone sedan 1844.

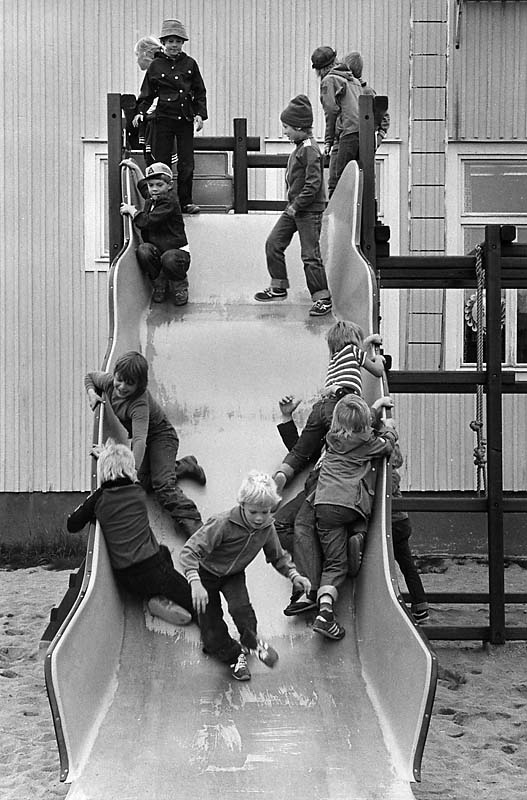
Barn i en rutschkana i Sorsele i slutet av 1970-talet.